# Клемент Бішофф
Клемент Мутагі Бішофф (дан. Clement Mutahi Bischoff, нар. 16 грудня 2005, Копенгаген, Данія) — данський футболіст кенійського походження, фланговий півзахисник клубу «Брондбю».

## Ігрова кар'єра

### Клубна
Клемент Бішофф почав займатися футболом в столичних клубах Данії. В січні 2022 року він приєднався до клубної академії «Брондбю», з яким підписав дворічний молодіжний контракт. Пізніше Клемент продовжив свій контракт до 2024 року.
Влітку 2023 року Бішофф провів передсезонні збори разом з першою командою клубу. 27 вересня 2023 року у кубковому матчі Бішофф дебютував на професійному рівні. В листопаді 2023 року футболіст вкотре продовжив контракт з клубом до 2026 року. Його дебют в чемпіонаті країни відбувся 25 лютого 2024 року, коли Клемент вийшов на заміну у матчі проти «Оденсе».
В липні 2024 року Бішофф зіграв свою першу гру на міжнародному рівні — у матчі кваліфікації Ліги конференцій.

### Збірна
7 вересня 2023 року Клемент Бішофф зіграв першу гру в складі юнацької збірної Данії (U-19).